# Marcel Proust
Valentin Louis Georges Eugène Marcel Proust, bolj znan samo kot Marcel Proust, francoski intelektualec, pisatelj, esejist in kritik, * 10. julij 1871, Auteuil, Pariz, Francija, † 18. november 1922, Pariz.
Bil je eden največjih pisateljev 20. stoletja. V njegovih delih je pripovedovalčevo opisovanje lastne izkušnje izpodrinilo zgodbo in dogajanje. Njegovo najpomembnejše delo je cikel sedmih romanov Iskanje izgubljenega časa.

## Življenje

### Otroštvo in mladost
Rodil se je v premožni in ugledni meščanski družini v pariškem predmestju. Njegov oče Adrien je bil zdravnik in rimokatoličan. Mati Jeanne, rojena Weil, je bila judovskega rodu. Počitnice je preživljal v Normandiji, v vasi Illiers. Tam je živela njegova babica po materini strani. Illiers in Auteuil je prikazal kot domišljijsko podeželsko mestece Combray v romanesknem ciklu V iskanju izgubljenega časa. Leta 1880 je doživel prvi astmatični napad. Ta bolezen ga je spremljala celo življenje.
V letih od 1882 do 1889 je obiskoval Lycée Condorcet, kjer je nanj močno vplival učitelj filozofije Alphonse Darlu.
V Orleansu je odslužil vojaški rok. Študiral je pravo, književnost in filozofijo. Nanj so vplivali Henri Bergson, Paul Desjardins in zgodovinar Albert Sorel. Zadrževal se je v meščanskih salonih in postal redni gost v sprejemnicah plemstva, kjer je bil pozoren opazovalec. Postal je spreten sogovornik in znal oponašati druge. Nekateri so ga doživljali kot snoba in povzpetnika.

### Prva dela
Leta 1896 je objavil zbirko kratkih zgodb Užitki in dnevi (francosko Les Plaisirs et les jours). To je izbor portretov umetnikov, ki jih je objavljal v letih 1892 in 1893 v revijah Le Banquet in La Revue Blanche.
V letih od 1895 do 1899 je pisal avtobiografski roman Jean Santeuil, ki ga ni dokončal. Umik iz družabnega življenja je sovpadal s slabšanjem zdravstvenega stanja in z aktivnim udejstvovanjem v Aferi Dreyfus. Proust je pomagal organizirati peticijo in pomagal je Dreyfusovemu odvetniku. S tem je tvegal izločitev iz družbe. To se ni zgodilo, vendar mu je dogodek pomagal prečistiti razočaranje nad plemstvom, kar se je odrazilo v njegovih romanih.
Ko je leta 1899 odkril umetnostnega kritika Johna Ruskina, je opustil pisanje Jeana Santeuila. Nove navdihe je iskal v naravi in gotiki. Doživljal ju je kot simbola človeka, ki se sooči z večnostjo. Obiskal je Benetke in mnogo francoskih cerkva ter prevedel Ruskinovi knjigi Biblija iz Amiensa in Sezam in lilije.

### Zrelo obdobje
Smrti očeta leta 1903 in matere leta 1905 sta bili zanj težki preizkušnji. Leta 1905 je bil sprejet na zdravljenje v sanatorij, vendar je ostal manj kot dva meseca. Ker je bil finančno neodvisen, se je lahko lotil pisanja svojega velikega romana. Pred tem je v časopisu Le Figaro objavil več parodij. Prečiščevanje svojih pogledov na umetnost in kritiko je zaključil z esejem Proti Sainte-Beuveju (francosko Contre Sainte-Beuve), ki je izšel leta 1954.
Na Proustovo umetniško ustvarjanje je močno vplival Lev Nikolajevič Tolstoj. Predvsem ga je posnemal v pogledu na umetnost in v načinu uporabe psiholoških in socialnih prvin.
Njegove ljubezenske zveze so bile najprej heteroseksualne. Nato so postale homoseksualne. Eden izmed njegovih ljubimcev je bil tudi Alfred Agostelli, ki je bil poročen. Po nekaterih virih je šel Proust v moški bordel Le Cuziat, vendar to ni bilo nikoli potrjeno. Vse do svojega 35. leta je Proust živel življenje snoba in obiskovalca salonov.
Zanj je skrbela njegova mati, na katero je bil nevrotično navezan. Po smrti svojega očeta leta 1903 in matere 1905 se je Proust postopoma umaknil iz krogov visoke družbe. Do leta 1919 je živel v zvočno izoliranem stanovanju, kjer se je posvetil pisanju in introspekciji. Ko je James Joyce spoznal Prousta maja 1922, sta pisatelja izmenjala le nekaj besed. »Seveda je bil položaj nevzdržen,« je rekel Joyce. »Proustov dan se je šele začenjal, moj pa je šel h koncu.«
Proust je bil na račun bogate zapuščine finančno neodvisen, zato je lahko začel pisati roman Iskanje izgubljenega časa, na katerega sta vplivala Johann Wolfgang von Goethe in François Chateaubriand. Od leta 1910 je bil veliko časa v svoji spalnici, čez dan je spal, ponoči je pisal.
Njegovo zdravstveno stanje se je vztrajno slabšalo. Zadnja tri leta življenja je praktično ves čas preživel v spalnici, kjer je končeval svoj roman. Umrl je za pljučnico in pljučnim abscesom leta 1922, pokopan je na pariškem pokopališču Père-Lachaise.

## Zapuščina
Za Prousta pravijo, da je pionir sodobnega romana. Naredil je jasno razliko med človekom in delom. »Knjiga je izdelek različnega jaz, ki ga imamo kot manifestacijo v naših navadah, našem družabnem življenju ali naših grehot,« je napisal Proust kot odgovor francoskemu kritiku Sainte-Beuveu, ki je poskusil razumeti pisatelje tako, da je preučeval njihova življenja in okoliščine. Proustovo delo je vplivalo na številne avtorje v različnih državah, kot sta npr. Virginia Woolf in James Joyce. Njegovi zelo dolgi stavki (nekateri celo nekaj strani) so odpri pot za narativne invencije Clauda Simona. Proust je kasneje povedal, da je imel fiksno strukturo za celoten roman od samega začetka. V konstrukciji je uporabljal fotografije; avtor je imel navado, da se je pogosto fotografiral v uniformi.
Proustov literarni kriticizem ni dobil večje pozornosti do leta 1954, ko je bil objavljen Contre Sainte-Beuve (»proti Sainte-Beuveju«). Občudoval je Vignyja, Hugoja ter Leconta de Lisla. Proust je zanikal Bergsonov vpliv na svoje delo, čeprav je oba zanimalo vprašanje časa in spomina. Najbolj znani Proustovi eseji so eseji o Flaubertovem stilu, kjer Flaubertovo uporabo časa primerja s Kantovo revolucijo v filozofiji.

## Dela
- Iskanje izgubljenega časa
- Pastiches et mélanges
- Contre Sainte-Beuve
- Jean Santeuil (nedokončano)